# Hermannia bryoniifolia
Hermannia bryoniifolia är en malvaväxtart som beskrevs av William John Burchell. Hermannia bryoniifolia ingår i släktet Hermannia och familjen malvaväxter. Inga underarter finns listade i Catalogue of Life.